# Anthonius van Aken
Pour les articles homonymes, voir van Aken.
Anthonius van Aken, né probablement à Nimègue vers 1420 et mort à Bois-le-Duc vers 1478, est un artiste peintre brabançon du XVe siècle. Il est le père de Jheronimus van Aken, dit Jérôme Bosch.

## Biographie
Anthonius est le fils de Jan van Aken (†1454), peintre vraisemblablement originaire d'Aix-la-Chapelle (Aken en néerlandais), qui quitte Nimègue vers 1426 pour installer son atelier à Bois-le-Duc, où il a pour collaborateurs quatre de ses cinq fils : Thomas, Goessen (I), Jan (II) et Anthonius.
Dans les années 1440, ce dernier épouse Aleid van der Mynnen, avec laquelle il aura au moins cinq enfants - dont les peintres Goessen (II), Jan (III) et Jheronimus - avant de se remarier avec une certaine Mechteld.
En février 1462, Anthonius achète une maison en pierre située sur le côté est de la Grand-Place (Markt, à l'emplacement de l'actuel no 29). Après l'incendie qui a frappé Bois-le-Duc durant l'été 1463, elle est baptisée « In Sint Thoenis » (« Chez saint Antoine ») en l'honneur du saint patron de son propriétaire. Elle abrite dorénavant l'atelier familial, où se forment et travaillent les fils d'Anthonius.
Dès 1454-1455, Anthonius van Aken est membre de la Confrérie de Notre-Dame, qui lui commande une dizaine d'années plus tard des volets pour un retable détruit par l'incendie de 1463. Finalement non utilisés, ils seront remisés pendant plusieurs années et enfin rachetés par Jheronimus en 1481. En effet, la confrérie a finalement décidé d'orner d'un nouveau retable sa chapelle de l'église Saint-Jean. Anthonius et l'un de ses fils sont donc convoqués en 1475-1476 afin de donner leur avis sur le projet confié au sculpteur Adriaen van Wesel (nl) d'Utrecht.
Après la mort d'Anthonius, l'atelier familial est tout d'abord dirigé par Goessen (mort en 1497) puis par Jan (mort vers 1498-1499) avant d'être réorganisé par Jheronimus au début du XVIe siècle.

## Œuvre

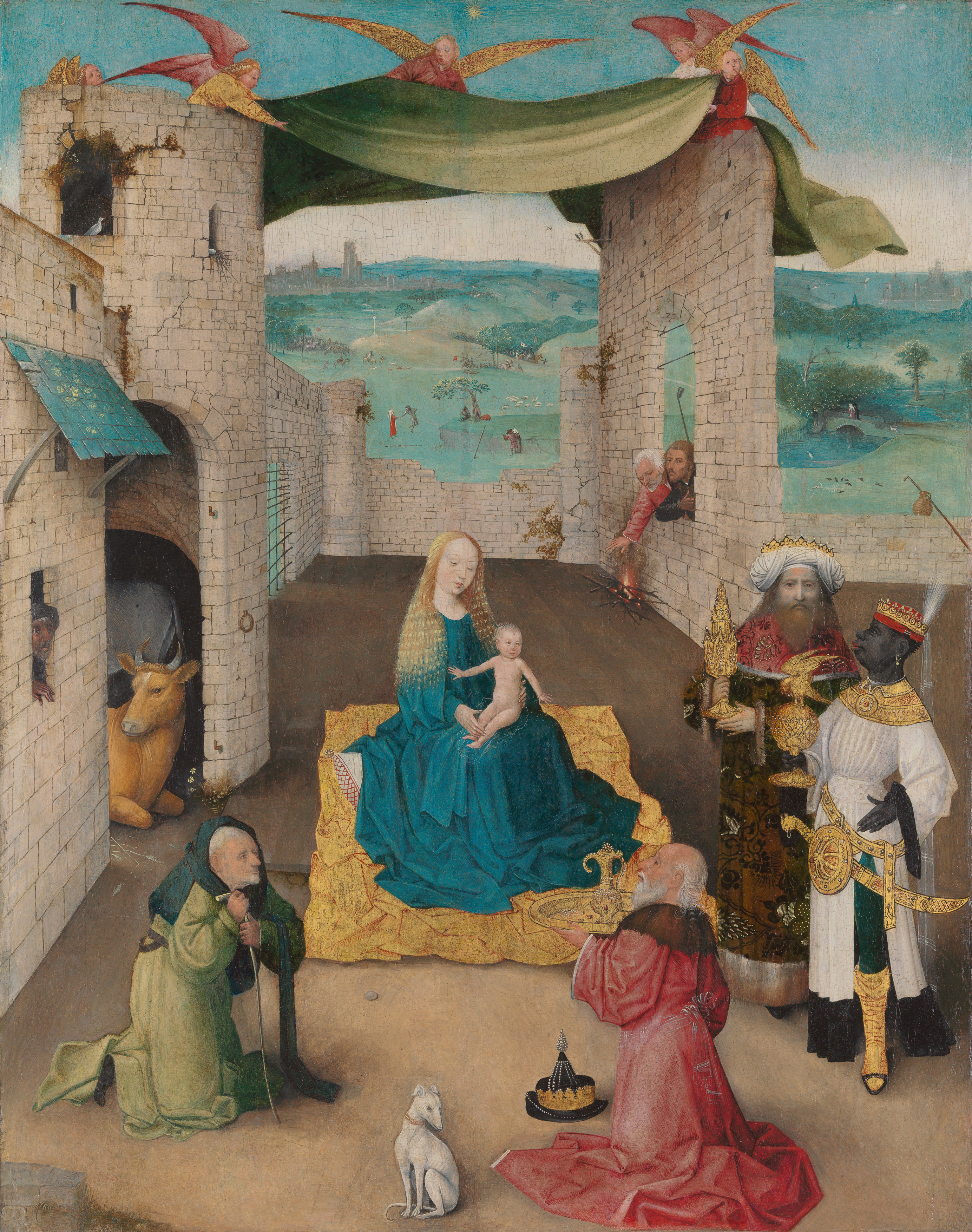
L'Adoration des mages, huile sur panneau, après 1466, New York, Metropolitan Museum of Art.

Aucune œuvre conservée ne peut être attribuée avec certitude à Anthonius van Aken, qui semblait pourtant perçu à son époque comme le peintre le plus prestigieux de Bois-le-Duc. L'historien de l'art Frédéric Elsig propose cependant de lui attribuer l'Adoration des mages du Metropolitan Museum de New York, considérée par la plupart des auteurs comme une œuvre de jeunesse de Jheronimus, et par d'autres comme une réalisation tardive d'un suiveur de ce dernier.
Caractérisé par une composition spatiale hésitante et par l'emploi de feuille d'or, typiques du gothique international, le tableau a été peint après 1466 selon une analyse dendrochronologique. Il est daté des années 1470 par Elsig, qui y voit une manière très différente de celle de Bosch (dessin plus rigide, contours cernés de noir) tout en y reconnaissant des types morphologiques proches de ceux du célèbre maître. Ce caractère hétérogène pourrait correspondre à la collaboration d'Anthonius avec l'un ou plusieurs de ses fils.
L'équipe du Bosch Research and Conservation Project (BRCP), tout en notant l'utilisation inhabituelle de l'or battu, attribue cependant l'œuvre au seul Jérôme.